# کوکالیکو کریک
کوکالیکو کریک (به انگلیسی: Cocalico Creek) رودخانه‌ای است که در ایالات متحده آمریکا جریان دارد.